# Gunnar Björling
Gunnar Olof Björling, född 31 maj 1887 i Helsingfors, död 11 juli 1960 i Helsingfors, var en finlandssvensk poet.

## Biografi
Föräldrar var kollegieassessorn Edvard Björling och Lydia Maria Rivell. Björling blev filosofie kandidat 1915. Han var vid sidan av Edith Södergran, Hagar Olsson och Elmer Diktonius en av de ledande gestalterna inom den finlandssvenska litterära modernismen. Björling medarbetade i tidskriften Quosego 1928–1929. 

### Diktsamlingar
- Vilande dag. Helsingfors: Daimon. 1922. Libris 1702133
- Korset och löftet. Helsingfors. 1925. Libris 1702138. http://litteraturbanken.se/#!/forfattare/BjorlingG/titlar/KorsetOchLoftet/sida/3/etext
- Kiri-ra!. Helsingfors. 1930. Libris 1702122. http://litteraturbanken.se/#!/forfattare/BjorlingG/titlar/KiriRa/sida/3/etext
- Solgrönt. Helsingfors: Akadademiska bokhandeln (distr.). 1933. Libris 30214
- Fågel badar snart i vattnen Gunnar Björling. Helsingfors: Akademiska bokhandeln (distr.). 1934. Libris 2565896
- Att syndens blåa nagel. Helsingfors: Akademiska bokhandeln (distr.). 1936. Libris 449561
- Där jag vet att du. Helsingfors. 1938. Libris 2565895. http://litteraturbanken.se/#!/forfattare/BjorlingG/titlar/DarJagVetAttDu/info
- Det oomvända anletet. Helsingfors. 1939. Libris 2565899. http://litteraturbanken.se/#!/forfattare/BjorlingG/titlar/DetOomvandaAnletet/info
- Angelägenhet. Helsingfors. 1940. Libris 2565893. http://litteraturbanken.se/#!/forfattare/BjorlingG/titlar/Angelagenhet1940/info
- Ohjälpligheten. Helsingfors. 1943. Libris 2565898. http://litteraturbanken.se/#!/forfattare/BjorlingG/titlar/Ohjalpligheten/info
- O finns en dag. Helsingfors. 1944. Libris 1824277. http://litteraturbanken.se/#!/forfattare/BjorlingG/titlar/OFinnsEnDag/info
- Ord och att ej annat. Helsingfors. 1945. Libris 1824278. http://litteraturbanken.se/#!/forfattare/BjorlingG/titlar/OrdOchAttEjAnnat/info
- Luft är och ljus. Helsingfors. 1946. Libris 1816848. http://litteraturbanken.se/#!/forfattare/BjorlingG/titlar/LuftArOchLjus/sida/3/etext
- Ohört blott. Helsingfors. 1948. Libris 1680113. http://litteraturbanken.se/#!/forfattare/BjorlingG/titlar/OhortBlott/info
- Vårt kattliv timmar. Helsingfors. 1949. Libris 1680114. http://litteraturbanken.se/#!/forfattare/BjorlingG/titlar/VartKattlivTimmar/info
- Ett blyertsstreck. Stockholm: Wahlström & Widstrand. 1951. Libris 1434942
- Som alla dar. Stockholm: Wahlström & Widstrand. 1953. Libris 1434944
- Att i sitt öga. Stockholm: Wahlström & Widstrand. 1954. Libris 1434941
- Du går de ord. Stockholm: Wahlström & Widstrand. 1955. Libris 1434943

### Skrifter och urval
- Och leker med skuggorna i sanden : urval lyrik 1937–1947. Stockholm: Bonnier. 1947. Libris 1389500
- Så fjärran skäller: Korn och tanke : urval 1922–1951. Stockholm: Wahlström & Widstrand. 1952. Libris 1434945
- Träd står i sina rader : urval lyrik 1922–1936. Stockholm: Wahlström & Widstrand. 1952. Libris 1434946
- En mun vid hand : urval lyrik 1930–1955. Stockholm: Wahlström & Widstrand. 1958. Libris 1274672
- Hund skenar glad : urval lyrik 1922–1955. Stockholm: Wahlström & Widstrand. 1959. Libris 1274675
- Allt vill jag fatta i min hand : efterlämnade dikter med biografisk inledning och i urval av Erik Gamby. FIB:s lyrikklubbs bibliotek, 172. ISSN 0425-5232. FIB:s lyrikklubbs lilla serie, 8. ISSN 0346-7767. Stockholm: FIB:s lyrikklubb. 1974. Libris 7420223. ISBN 91-550-1709-6
- Jag viskar dig jord : dikter 1956–1960 i urval av Michel Ekman. Helsingfors: Söderström. 1991. Libris 7845943. ISBN 951-52-1385-1
- Gunnar Björlings valda dikter i två band. Stockholm: Wahlström & Widstrand. 1989. Libris 812273 Innehåll: 1. Du jord du dag, En mun vid hand 2. Hund skenar glad.
- ”Två brev”, Festskrift till Olof Enckell 12.3.1970. P. O. Barck, Johan Wrede & Ingmar Svedberg (red.), SSLS 437. Helsingfors: Svenska litteratursällskapet i Finland 1970, s. 116–125. Libris: 356133
- Skrifter. Norrköping: Eriksson. 1995. Libris 7767361. ISBN 91-87870-01-0
  -  1. Libris 7767362. http://litteraturbanken.se/#!/forfattare/BjorlingG/titlar/Skrifter1/info
  -  2. Libris 7767363. http://litteraturbanken.se/#!/forfattare/BjorlingG/titlar/Skrifter2/info
  -  3. Libris 7767364. http://litteraturbanken.se/#!/forfattare/BjorlingG/titlar/Skrifter3/info
  -  4. Libris 7767365. http://litteraturbanken.se/#!/forfattare/BjorlingG/titlar/Skrifter4/info
  -  5. Libris 7767366. http://litteraturbanken.se/#!/forfattare/BjorlingG/titlar/Skrifter5/info